# Stockton Kings
Stockton Kings con sede en Stockton, California es un equipo de la G League que inició la competición en la temporada 2008-09. El equipo perteneció a David Kahn, gestor del Baloncesto Sudoeste, LLC (el grupo que también posee el Albuquerque Thunderbirds y Tulsa 66ers, y anteriormente Austin Toros y Fort Worth Flyers), y jugaba sus partidos como local en el Reno Events Center. Se realizó un concurso para encontrar un nombre a la franquicia. El nombre definitivo saldría de entre Bighorns, Enforcers, Rangers y Riders, siendo finalmente elegido el de Bighorns. 
En 2018 cambió su nombre de Reno Bighorns a Stockton Kings debido al traslado del equipo desde Reno (Nevada) a Stockton (California).
En la temporada 2024-25 consiguió el primer título de su historia, al vencer en la final a Osceola Magic (2-1).
Por este equipo pasaron jugadores como Jeremy Lin, Danny Green, Bobby Simmons o Hassan Whiteside.

## Trayectoria
| Temporada         | División             | Puesto               | Ganados              | Perdidos             | %                    | Playoffs                                                                      |                      |
| ----------------- | -------------------- | -------------------- | -------------------- | -------------------- | -------------------- | ----------------------------------------------------------------------------- | -------------------- |
| Reno Bighorns     |                      |                      |                      |                      |                      |                                                                               |                      |
| 2008–09           | Western              | 4º                   | 25                   | 25                   | .500                 |                                                                               |                      |
| 2009–10           | Western              | 3º                   | 28                   | 22                   | .560                 | Pierde 1ª ronda (Rio Grande Valley) 2–1                                       |                      |
| 2010–11           | Western              | 1º                   | 34                   | 16                   | .680                 | Gana 1ª ronda (Erie) 2–1 Pierde Semifinales (Rio Grande Valley) 0–2           |                      |
| 2011–12           | Western              | 7º                   | 21                   | 29                   | .420                 |                                                                               |                      |
| 2012–13           | Western              | 5º                   | 16                   | 34                   | .320                 |                                                                               |                      |
| 2013–14           | Western              | 3º                   | 27                   | 23                   | .540                 | Pierde 1ª ronda (Fort Wayne) 2–0                                              |                      |
| 2014–15           | Western              | 3º                   | 20                   | 30                   | .400                 |                                                                               |                      |
| 2015–16           | Western              | 1º                   | 33                   | 17                   | .660                 | Pierde 1ª ronda Los Angeles 1–2                                               |                      |
| 2016–17           | Pacific              | 4º                   | 21                   | 29                   | .420                 |                                                                               |                      |
| Temporada regular | Temporada regular    | Temporada regular    | 225                  | 225                  | .500                 |                                                                               |                      |
| Reno Bighorns     |                      |                      |                      |                      |                      |                                                                               |                      |
| 2017–18           | Pacific              | 1º                   | 29                   | 21                   | .580                 | Pierde semifinal conf. South Bay 109–126                                      |                      |
| Stockton Kings    |                      |                      |                      |                      |                      |                                                                               |                      |
| 2018–19           | Pacific              | 2º                   | 30                   | 20                   | .600                 | Pierde 1ª ronda Memphis 119–122                                               |                      |
| 2019–20           | Pacific              | 1º                   | 24                   | 19                   | .558                 | Cancelada por la pandemia COVID-19                                            |                      |
| 2020–21           | Eligió no participar | Eligió no participar | Eligió no participar | Eligió no participar | Eligió no participar | Eligió no participar                                                          | Eligió no participar |
| 2021–22           | Western              | 8º                   | 15                   | 18                   | .455                 |                                                                               |                      |
| 2022–23           | Western              | 1º                   | 25                   | 7                    | .781                 | Pierde 1ª ronda Sioux Falls 97–98                                             |                      |
| 2023–24           | Western              | 1º                   | 24                   | 10                   | .706                 | Gana 1ª ronda Santa Cruz 112–109 Pierde semifinal conf. Oklahoma City 107–114 |                      |
| Temporada regular | Temporada regular    | Temporada regular    | 372                  | 320                  | .538                 |                                                                               |                      |
| Playoffs          | Playoffs             | Playoffs             | 5                    | 12                   | .294                 |                                                                               |                      |

## Afiliaciones
- Sacramento Kings (2008–presente)

Antiguas
- Atlanta Hawks (2011–2012)
- Golden State Warriors (2010–2011)
- Memphis Grizzlies (2011–2013)
- New York Knicks (2008–2009)
- Orlando Magic (2009–2010)
- Utah Jazz (2012–2013)